# Recinto amurallado de Benasal
El recinto amurallado de Bensal, o Las Murallas (torres d´en Garcés, de la Presó y Redona) de Benasal, conocidas también con el nombre de Fortaleza de Benasal, son Bien de Interés Cultural, por declaración genérica, con anotación ministerial: R-I-51-0010792, y fecha de anotación 3 de junio de 2002, según consta en la Dirección General de Patrimonio Artístico de la Generalidad Valenciana. Se encuentra dentro del municipio de Benasal, en la comarca del Alto Maestrazgo, en la provincia de Castellón (España).

## Historia
Benasal tiene sus orígenes en la primera época de la conquista de la península por los árabes. En 1213, el rey Pedro II de Aragón, que ya había reconquistado la zona, otorgó a la Orden del Temple el castillo de Culla con todas sus posesiones, incluida Benasal (población que en el documento de donación se cita como Avinaçal). Más tarde Jaime I de Aragón, en 1226, otorga al señor feudal Blasco de Alagón todas las tierras que lograra conquistar a los árabes. La conquista comenzó el año 1232, en que don Blasco tomó Morella. Dos años más tarde ocuparon Culla con todas sus pertenencias, entre ellas Benasal. Don Blasco de Alagón otorgó Carta de Población a Berenguer de Calatarrà, mediante documento dado el 3 de enero de 1239. En 1303 los herederos de Blasco de Alagón vendieron las posesiones a Berenguer de Cardona, Maestre del Temple, creándose la Comanda de Benasal. Tras la desaparición de los Templarios y creada la Orden de Montesa se incorpora a ella en 1319. En el primer capítulo general de la Orden celebrado en San Mateo es erigida en cabeza de la Encomienda de su nombre, separándose de la jurisdicción de Culla y dándose pie a la fortificación adecuada de la villa. Participó en las guerras de Sucesión tomando partido a favor de los Borbón, por lo que Felipe V de España, en 1709, le otorgó el título de fidelísima villa a la población y añadió la flor de lis en el escudo de la misma. También participó en las guerras Carlistas.

## Descripción
Las murallas fueron levantadas desde el primer asentamiento de la población hasta comienzos del siglo XIV, posiblemente durante el gobierno de Pedro de Tous, Maestre de Montesa, y finalizándose alrededor de 1380. Las investigaciones arqueológicas llevan a pensar que el recinto poseía siete torres y cinco portales. En la actualidad solo se conservan cuatro torres, la llamada Torre de la Presó, torre almenada, de planta cuadrada, que se situada en el ángulo este de lo que fue el recinto amurallado, adosada a una vivienda y en su parte baja se ubicó una cárcel y calabozo. El interior cuenta con arcos de piedra, forjados con vigas de madera y mazmorra en el sótano. Es una de las mejores torres de defensa adosadas a la muralla. La otra torre, también cuadrada y almenada, se llamada d'En Garcés o del Planet. Presenta cuatro alturas, con fábrica de mampostería y sillería en las esquinas. En la fachada sur que da a la plaza, presenta dos balcones de construcción contemporánea, puerta y ventanas. El interior, es diferente según el uso según plantas, presentando forjados resueltos con vigas de maderas. Está en el lado sur del recinto amurallado. La tercera, que es circular se encuentra localizada en el lienzo sudoeste. Esta torre circular tiene dos alturas, está construida de mampostería y presenta un único pequeño vano. En el interior el forjado es de madera y el solado de piedra. La cuarta es el actual campanario ! Aprovecharon esta torre para coronarla con piedra blanca traída de la Montalbana y una vez terminada se añadieron las campanas. También se conservan pequeños lienzos de las murallas, así como el portal llamado de la Mola, antes portal de San Agustín, formado por un arco de herradura arábigo-cristiano, que es único en la zona norte de la Comunidad Valenciana. Junto a este portal de la Mola se encuentra el llamado Castillo de la Mola, el cual no es un edificio fortificado, sino que fue la residencia del fundador y primer poblador Berenguer de Calatarrà, en el siglo XIII. Este edificio se convirtió en lugar de reunión de los demás pobladores y más tarde y hasta finales del siglo XV, en Ayuntamiento.
La Torre de la Presó fue restaurada en 1998, procediéndose a su limpieza, consolidación de las fábricas y reposición de forjados y fábrica.